# Стратиграфічна конденсація
Стратиграфічна конденсація — явище й процес формування порівняно дрібнозернистих (частіше глинистих або карбонатних) відкладів, які містять залишки фауни (найчастіше амоніти й белемніти) різного віку. Уперше це поняття введене А.Геймом (А.Heim, 1934). Істотна ознака процесу: залишки фауни звичайно не мають видимих слідів перевідкладення. Дуже поширена фосфоритизація залишків, що приводить до утворення фосфоритових шарів. Явище С.к. пояснюється різними дослідниками по-різному. 
Шари з конденсованою фауною формуються: 
- 1) в умовах постійного розмиву осадів,
- 2) шляхом частого чергування розмиву й нагромадження осадів,
- 3) в умовах украй уповільненого нагромадження осадів,
- 4) у карбонатних гірських порід — шляхом утворення численних поверхонь розчинення (корозії, підводного карсту) у вапняках.

Характерне для С.к. різко уповільнене осадонакопичення відбувається г.ч. на конседиментаційних антиклінальних структурах (тобто таких, що виникли одночасно з накопиченням осадів), супроводжуючись виносом течією більш легких глинистих, алевритових і піщаних частинок і концентрацією ряду корисних копалин — фосфоритів, оолітових залізних руд, марганцевих руд. С.к. і конседиментаційні антиклінальні структури приводять до утворення найпотужніших шарів вугілля у вугленосних басейнах та сприяють формуванню найбільших покладів нафти, а також, імовірно, стратиформних родовищ міді, свинцю та цинку.